# ميدالية الصومال
ميدالية الصومال (بالفرنسية: Médaille de la Somalie)‏ هي ميدالية حملة أنشأها عام 1992 الملك الكندي في المجلس للاعتراف بأفراد القوات الكندية الذين شاركوا بشكل مباشر في غزو التحالف العسكري الدولي لتحقيق الاستقرار في الصومال بعد اندلاع حربها الأهلية. وهي، ضمن نظام التكريم الكندي، ورابع أعلى ميداليات في الحرب والخدمة التشغيلية.

## تصميم
ميدالية الصومال من تصميم مصمم جرافيك كندي. واثنين من أغصان الغار أدناه. على الجانب الخلفي، يعلو التاج الملكي للملكة إليزابيث الثانية تاج سانت إدوارد الذي يرمز إلى دور الملك باعتباره نعمة شرف والقائد العام للقوات الكندية. محصورًا بالكلمات الصومالية • 1992-93 • صومالي.
تُلبس هذه الميدالية في الصدر الأيسر، معلقة على شريط بعرض 31.8 مم ملون بخطوط رأسية مع اثنين في الظل الأزرق الذي تستخدمه الأمم المتحدة يحيط بسلسلة باللون الأبيض تمثل السلام، والرمل يشير إلى السمات المادية للـ مسرح العمليات، والأزرق الفاتح يمثل القيادة الجوية، والقرمزي يمثل قيادة القوة البرية، والأزرق الداكن استدعاء القيادة البحرية.